# Windmotor Oldelamer 6
De Windmotor Oldelamer 6 is een poldermolen van het type windmotor bij het Fries-Stellingwerfse dorp Oldelamer.
De molen heeft een windrad van 12 bladen en een diameter van 3,5 meter. Het bouwjaar van de molen is niet bekend. De molen staat bij de Oudelemstersloot in polder de Hellingen. De windmotor is niet-maalvaardig en is niet geopend voor publiek.